# Casa Miquel Gusi
La casa Miquel Gusi és un edifici situat al carrer del Call, 6 de Barcelona. Com que no està catalogat, li correspon la categoria D (bé d'interès documental), atorgada per defecte a tots els edificis del districte de Ciutat Vella.

## Història
El 1851, el passamaner Miquel Gusi i Sabat va demanar permís per a reedificar la seva casa del carrer del Call, segons el projecte del mestre d'obres Antoni Valls i Galí.
Gusi, que es va presentar a la Exposició de Barcelona del 1860, hi tenia una botiga i obrador de brodats, gases i mosquiteres: «Call, 6. Fábrica de sederías, tisús y mosquiteros. Tisús de oro y plata finos; brocados; lamas; tapicerías; telas de bordar; rasos; sargas; tafetanes para ornamentos de iglesia; gasas adamascadas y lisas, para colgaduras. Mosquiteros. Telas abrillantadas para trajes de teatro. Tejidos de seda. Se hacen expediciones á todos los puntos del reino y Ultramar. D. Miguel Gusi.»
A la seva mort, els seus fills van continuar el negoci sota la raó social Fills de Miquel Gusi, que a finals de segle va obrir una fàbrica a Badalona, mantenint el despatx al carrer del Call: «Casa fundada en 1850. Antigua fábrica de tejidos y taller de bordados para ornamentos de iglesia. HIJOS DE MIGUEL GUSI. Fábrica en Badalona. Despacho: Call, nº. 6. Barcelona, España.»

## Descripció
Es tracta d'un edifici d'habitatges de planta baixa i quatre pisos, amb dues obertures per planta. Als tres primers pisos hi ha plafons amb medallons de terracota.